# تندر (موشک)
موشک تُندر یکی از موشک‌های ضد زره ایرانی است که کاربرد آن، مختص تانکهای تی-۷۲ می‌باشد. این موشک ضد زره از لوله کالیبر ۱۲۵ میلیمتری توپ تانک پرتاب می‌گردد و دارای قابلیت انهدام اهداف در فواصل چهار کیلومتری است. متخصصین ایرانی در مراحل ساخت آن، از قابلیتهای موجود در موشک توسن استفاده نموده‌اند، بدین معنا که موشک ضد زره تندر دارای توان مورد هدف قرار دادن اهداف ثابت و متحرک بر روی زمین و دریا است. از سویی دیگر، تندر قادر به انهدام هدف‌های پرنده با سرعت پایین نیز است؛ که سبب این امر، نوع هدایت تندر می‌باشد.
موشک ضد زره تندر، دارای جِرمی بیشتر از ۱۷٫۲ کیلوگرم است که ۳٫۵ کیلوگرم آن مربوط است به سرجنگی ۲ مرحله‌ای آن است. عمق نفوذِ این موشک در زره تا ۷۰۰ میلیمتر می‌باشد. همچنین دارای بُرد ۱۰۰ تا ۴هزار متر، بیشینه سرعتی برابر با ۳۷۰ و سرعت متوسط ۳۱۰ متر بر ثانیه می‌باشد. به گزارش باشگاه خبرنگاران جوان: با بکارگیری این موشک، قابلیت تانک‌های تی-۷۲ در رویارویی با اهداف زرهی متحرک و بالگردها افزایش زیادی پیدا کرده‌است. به گفتهٔ فرمانده ارتش جمهوری اسلامی ایران در منطقه فارس: برای اولین بار در رزمایش بیت‌المقدس۲۶، سه موشک «دهلاویه»، «تندر» و «توسن» آزمایش شدند.